# Roger II (roi de Sicile)
Pour les articles homonymes, voir Le Roi Roger et Roger II.
Roger II de Sicile (22 décembre 1095 - 26 février 1154) est comte de Sicile (1105-1130) puis roi de Sicile (1130-1154). 
Il est le second fils de Roger de Hauteville, premier comte normand de Sicile, et d’Adélaïde de Montferrat. Il unifie toutes les conquêtes des Normands en Italie du Sud sous une seule couronne et fonde le royaume de Sicile en 1130. Avec les Assises d'Ariano, il jette les bases d'un royaume centralisé, investissant le roi et sa bureaucratie d'une autorité absolue. Il fait preuve d'une politique extérieure énergique, menant plusieurs expéditions guerrières en direction de l'Afrique du Nord et de l'Orient byzantin. Par sa fille, Constance, née posthume, il est le grand-père de l'empereur Frédéric II.

## Biographie

### Régence de la comtesse Adélaïde
Roger II de Sicile naît le 22 décembre 1095. Il est le second fils du comte Roger de Hauteville et d’Adélaïde de Montferrat. Lorsque le comte meurt en 1101, son successeur Simon est encore un enfant. Mais ce dernier meurt prématurément le 28 septembre 1105 et Adélaïde prend la régence du comté de Sicile au nom de Roger II. Pendant sa régence, la capitale est transférée de Mileto à Messine. Roger est éduqué par l'amiral Christodoulos à partir de 1105, puis par Georges d'Antioche. En 1112, Roger est fait chevalier dans la ville de Palerme. Dans un acte de la même année, il est nommé « comte de Sicile et de Calabre ». L'année suivante, il donne son accord au remariage de sa mère avec le roi Baudouin Ier de Jérusalem. Ce dernier trouve dans ce mariage le moyen d'accaparer les richesses immenses d'Adélaïde, avant de la répudier en 1117. Roger II n'oubliera jamais cet affront,.

« [Le retour d'Adélaïde en Sicile] plongea son fils dans la plus grande consternation, et lui inspira pour jamais une violente haine contre le royaume de Jérusalem et ses habitants. Tandis que tous les autres princes chrétiens de l'univers n'ont cessé de faire les plus grands efforts […] pour protéger et faire prospérer notre royaume, comme une plante récemment sortie de terre, ce prince et ses successeurs n'ont pas même cherché jusqu'à ce jour à nous adresser une parole d'amitié […]. Ils paraissent avoir conservé à jamais le souvenir de cette offense, et font injustement peser sur tout un peuple la peine d'une faute qu'ils ne devraient imputer qu'à un seul homme. »

— Guillaume de Tyr, Chronique, XI, 29.

L’Italie du Sud en 1112, à la majorité de Roger II.

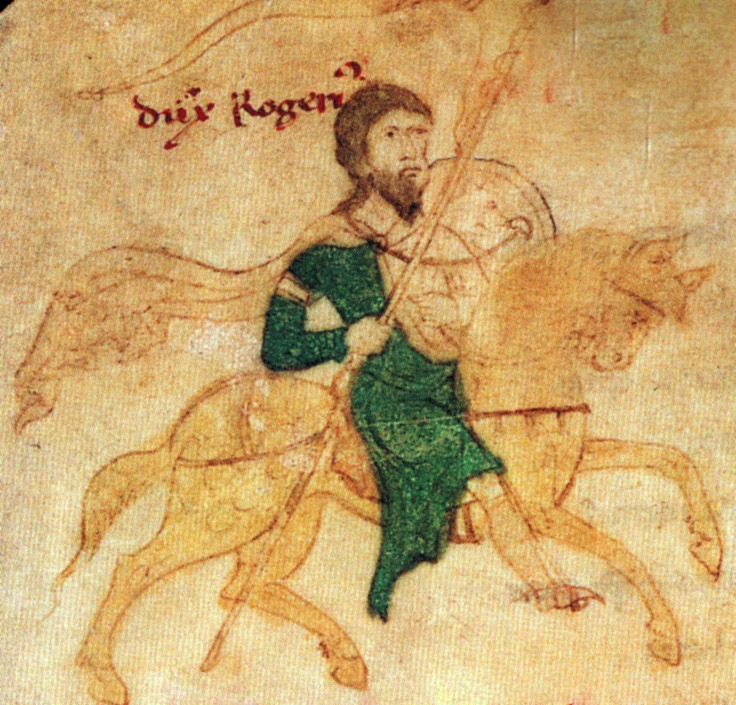
Roger II. Illustration du Liber ad honorem Augusti de Pierre d'Éboli, 1196.

La même année, Roger épouse Elvire de Castille, fille du roi Alphonse VI de Castille et de la reine mauresque Isabelle.

### Comte de Sicile et de Calabre
Dès le début de son règne, suivant les conseils de son amiral et principal conseiller Georges d'Antioche, Roger II entame une politique d'expansion en Afrique du Nord. En avril 1118, une flotte normande de vingt-quatre vaisseaux débarque à Gabès en Tunisie afin de soutenir un sujet indocile de la dynastie ziride, mais l'expédition échoue. En 1118-1119, la flotte normande attaque les côtes tunisiennes et s'empare de plusieurs vaisseaux. En 1121, une flotte musulmane dirigée par un prince almoravide attaque les côtes de Calabre et pille la ville de Nicotera. Une expédition punitive, forte de trois cents vaisseaux, et commandée par Georges d'Antioche et Christodoulos, quitte Marsala en juillet 1123. Une partie des troupes débarque près de Mahdia et parvient à s'emparer du château de Ras Dimass. Les soldats musulmans font une sortie durant la nuit et isolent la garnison normande. Malgré plusieurs tentatives afin de libérer la garnison, le mauvais temps force la flotte normande à s'éloigner sans pouvoir porter secours à la garnison. Ce désastre de la Mahdia a un grand retentissement dans le monde musulman.
En Italie continentale, Roger entre en conflit dès 1121 avec son petit-cousin Guillaume, duc d'Apulie et de Calabre. Peu après son échec à Mahdia, il s'empare de Montescaglioso, près de Matera, pour récupérer l'héritage de sa demi-sœur Emma. Prenant l'ascendant sur son petit-cousin, Roger récupère la souveraineté de la moitié de Palerme qui appartenait encore aux héritiers de Robert Guiscard, et se fait désigner en 1125 comme héritier du duché d'Apulie et de Calabre. Le 28 juillet 1127, Guillaume meurt sans héritier. Roger II en profite pour réclamer la succession du duché. Mais le pape Honorius II s'oppose à l'union du comté de Sicile au duché d'Apulie. En décembre 1127, le pape prêche la croisade et monte contre Roger une ligue dirigée par Robert II d'Aversa et Rainolf d'Alife, le beau-frère de Roger. Le comte de Sicile débarque en Italie du Sud en mai 1128 et soumet successivement les villes de Tarente, Otrante, puis Brindes. Les coalisés abandonnent le pape Honorius, et celui-ci est contraint de conférer à Roger II le titre de duc d'Apulie, de Calabre et de Sicile à Bénévent en août 1128. Roger II tente ensuite de châtier la ville de Troia, qui résiste, mais parvient à soumettre Melfi avant de retourner en Sicile. 
Au printemps 1129, il mène une nouvelle campagne de pacification en Italie du Sud. En septembre, Roger convoque l'ensemble de ses vassaux d'Apulie et de Calabre à Melfi ; l'assemblés des barons, évêques et abbés prête serment de fidélité au duc et à ses fils, Roger et Tancrède, et reconnaît la souveraineté du Normand sur l'ensemble de l'Italie du Sud. Le duc interdit les guerres privées, ordonne aux barons de soumettre les criminels à la justice ducale, et exige que l'on respecte les biens des marchands, des pèlerins et des voyageurs.

### Roi de Sicile

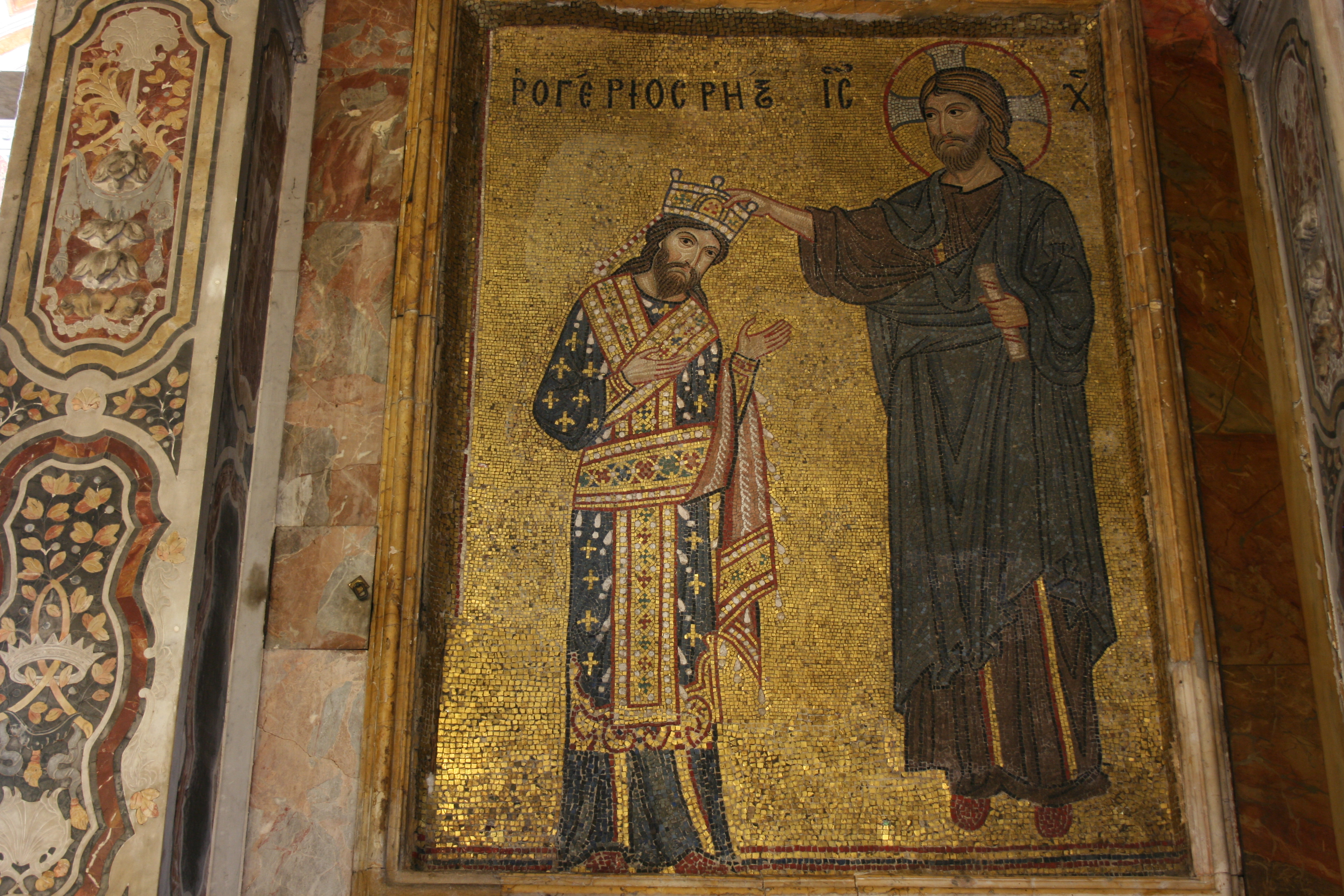
Roger couronné roi par le Christ
(Église de la Martorana, Palerme).

La mort du pape Honorius II en février 1130 est suivie d'une double élection. Les deux papes sont consacrés le même jour, le premier, Innocent II, à Santa Maria Nuova ; le deuxième, Anaclet II, à la basilique Saint-Pierre. Innocent trouve refuge dans le nord de l'Italie et en France, où il est soutenu par Bernard de Clairvaux et l'ensemble des États européens. De son côté, Roger prête hommage au pape Anaclet II et soumet le clergé de son royaume à ce dernier. Le 27 septembre 1130, une bulle pontificale concède à Roger II le royaume de Sicile, d'Apulie et de Calabre. Le 25 décembre 1130, Roger II est officiellement couronné roi de Sicile dans la cathédrale de Palerme.
Pendant dix années, Roger II entreprend une longue campagne contre les barons qui profitent du schisme de l'Église afin de tenter de retrouver leurs anciennes libertés. En 1131, le roi de Sicile annexe la ville d'Amalfi et y installe une garnison normande. Il soumet ensuite les barons Godefroy d'Andria, Grimoald de Bari et Tancrède de Converano. Le 25 juillet 1132, Roger II est cependant vaincu à Nocera par une coalition dirigée par Rainolf d'Alife et Robert de Capoue. Réfugié dans un premier temps à Salerne, le roi reconquiert une grande partie de la péninsule l'année suivante. En juillet 1134, sa formidable énergie et la sauvagerie de ses contingents musulmans forcent Rainolf d'Alife et Serge VII, duc de Naples, à la soumission. Roger II soumet définitivement la ville de Capoue ; il expulse Robert II, et place à la tête de la ville son fils cadet Alphonse. 
En France, l'abbé Bernard de Clairvaux forme une coalition composée des rois Louis VI de France, Henri Ier d'Angleterre, des empereurs Lothaire III, Jean II Comnène, et des républiques de Gênes, Pise et de Venise, contre Roger II. En février 1137, Lothaire III descend en Italie, se joint aux forces de Rainolf d'Alife, et s'empare de la totalité du Mezzogiorno. À San Severino, après une campagne victorieuse, l'empereur et le pape investissent Rainolf en tant que duc d'Apulie en août 1137. Lothaire meurt peu après, en décembre, lors de son retour en Allemagne. Débarrassé des forces impériales, Roger II reprend le terrain perdu, pille les villes de Nocera et de Capoue, ravage Alife et Telese, et force Serge VII à reconnaître sa souveraineté sur Naples.
Le 30 octobre 1137, Roger est à nouveau vaincu par Rainolf d'Alife à Rignano. Le roi de Sicile, avec une poignée de rescapés, est contraint de s'enfuir en Campanie. La mort du pape Anaclet II le 25 janvier 1138 détermine Roger à demander la confirmation de son titre à Innocent II, qui refuse et prononce son excommunication. La mort de Rainolf d'Alife le 30 avril 1139 et la défaite des forces pontificales le 22 juillet 1139 à Galluccio sur le Garigliano forcent la main du pape. Fait prisonnier, ce dernier signe le 25 juillet à Mignano un traité reconnaissant à Roger II le titre de roi de Sicile, duc d'Apulie, et prince de Capoue.

### Consolidation du royaume

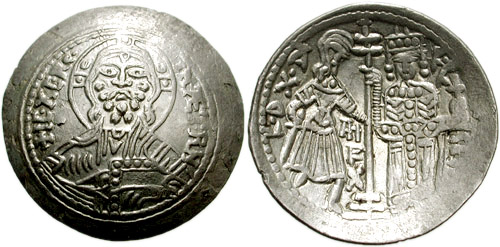
Ducat d'argent de Roger II (1140).

Cette trêve donne l'occasion à Roger de doter son royaume d'institutions stables. Il est épaulé par son bras droit Georges d'Antioche, un Grec de Syrie, qui demeure pendant quarante ans son « amiral », une distinction d'origine sarrasine. En septembre 1140, Roger II convoque tous ses vassaux à Ariano afin de promulguer les « Assises », un ensemble de lois traitant du droit ecclésiastique, des finances, du commerce, de la monnaie, du droit privé, du droit pénal, et enfin du droit public et du pouvoir royal. Il fonde une administration strictement dépendante du souverain, faisant du royaume de Sicile un État bureaucratique et centralisé,. Roger II ordonne l'émission d'un standard de monnaie de basse qualité pour le royaume : le ducat d'argent.
À ce titre, Roger II peut être considéré comme le promoteur d’un nouveau modèle politique. Synthèse d’éléments féodaux normands, italo-lombards et arabes, le pouvoir de Roger II s’inspire de formes orientales et plus particulièrement de la monarchie et de l’administration byzantine. Roger II puise aussi dans les traditions fatimides qui prévalaient alors en Sicile. Ce royaume a un centre décentré, la Sicile qui est à la fois une île de refuge et de commandement, qualifiée dans les sources de « jardin secret des rois ».

### Expéditions en Méditerranée et en Afrique
Roger II mène une série de conquêtes en Ifriqiya, alors en pleine anarchie, conquêtes que facilite la politique de bon voisinage entretenue avec les Fatimides d’Égypte. Une relation épistolaire entre le souverain normand et le calife Al-Hafiz, en 1135, prouve cette entente de fait. Roger II s'empare de Djerba en 1134, avec le soutien du calife, puis de nombreux points d'appui sur la côte africaine : Tripoli en 1146, puis Gabès, Sfax, Sousse, et enfin Mahdia en 1147. Avec l'aide de Philippe de Mahdia, successeur de Georges d'Antioche à la tête de la flotte sicilienne, Roger s'empare également de Bône en 1153. À partir de là, son expansion s'arrête, et les conquêtes sont perdues progressivement sous la pression des Almohades. Tenu un temps en échec, il est conduit à s’allier avec le comte de Barcelone contre les Almoravides, alliance qui inaugure une politique méditerranéenne, renforcée par des alliances matrimoniales, qui devait permettre au roi d’Aragon de prendre possession de la Sicile à la fin du XIIIe siècle.

Les conquêtes de Roger II en Ifriqiya et en Italie (1130-1154).

En 1147, Roger II profite de la deuxième croisade pour mener plusieurs raids contre l'Empire byzantin. Une flotte, composée de soixante-dix galères et commandée par Georges d'Antioche, est envoyée en Grèce à l'automne 1147. Elle s'empare de Corfou puis ravage les côtes de la Grèce, saccageant entre autres Thèbes, Athènes, Chalcis et Corinthe. Les soldats normands capturent dans les villes byzantines des tisserands de soie qui sont déportés à Palerme. Ces artisans, pour la plupart de  confession juive, font de la Sicile le second centre de production de soie en Méditerranée, après l'Empire byzantin. La flotte regagne la Sicile au début de l'année 1148. L'empereur Manuel Comnène s'allie avec Venise et remporte une victoire navale contre les Siciliens près du cap Malée.
Au printemps 1149, tandis que les forces byzantines assiègent Corfou, Georges dirige une campagne de diversion contre Constantinople ; les soldats normands pillent la rive asiatique du Bosphore et parviennent à lancer plusieurs flèches à travers les fenêtres du palais des Blachernes. Cette campagne infructueuse ne permet pas de sauver Corfou, qui est prise par les Byzantins en automne 1149.

### De la symbiose culturelle, une exception médiévale

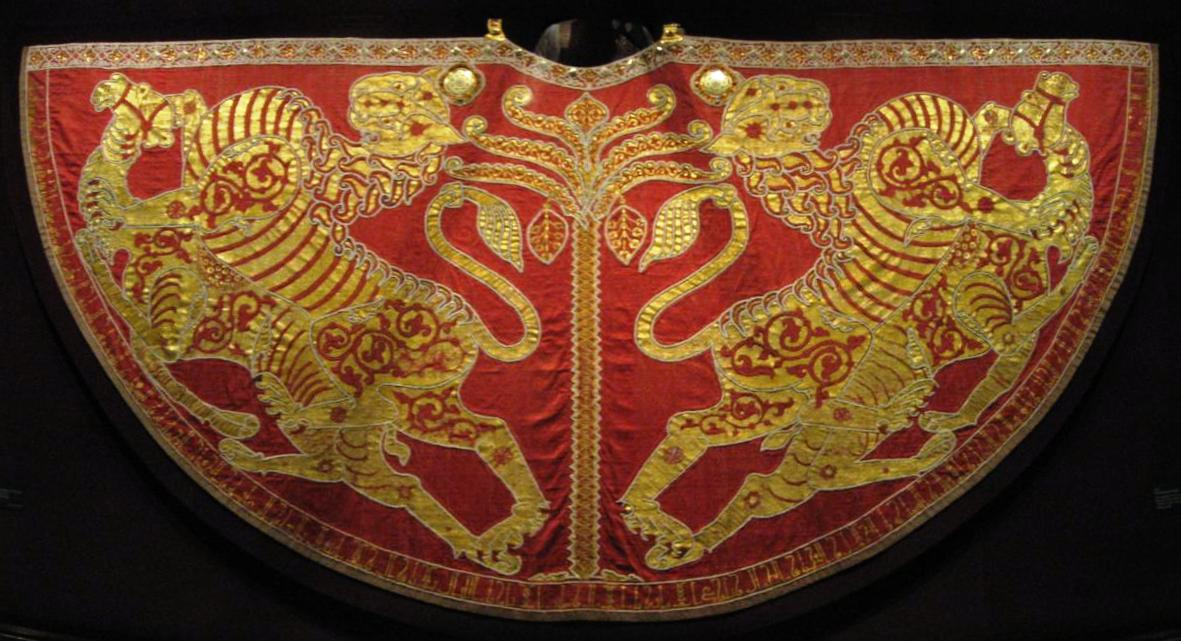
Manteau du couronnement de Roger II.

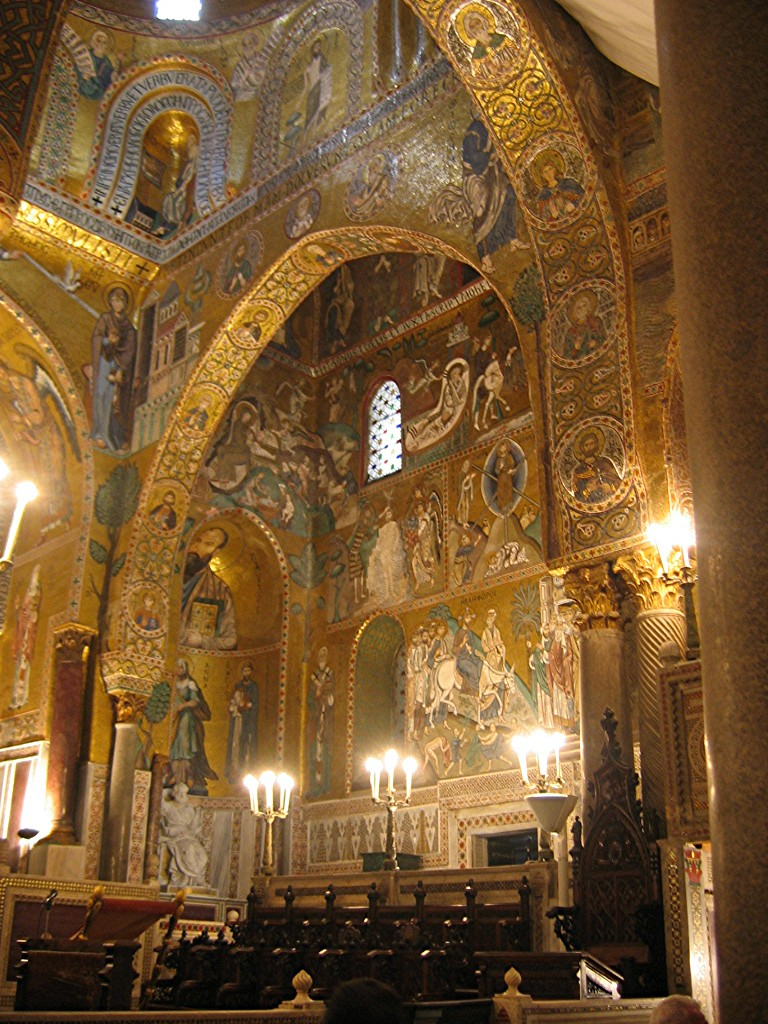
Intérieur de la chapelle palatine, à Palerme.

L'une des caractéristiques du règne de Roger II réside dans le brassage unique des cultures, dont il fait de la Sicile une plateforme de tolérance. Peu au goût des autres États d'Occident dans un contexte de croisade, ce sont pourtant tous les domaines qui vont bénéficier de cette ouverture.
Tandis que les Assises d'Ariano sont d'inspiration aussi bien byzantine qu'arabe, la cathédrale de Cefalù et la chapelle palatine de Palerme réalisent une alliance somptueuse et unique entre les influences occidentales et orientales par les peintures, mosaïques, boiseries qui content la chrétienté comme l'histoire de Roger II.
Le manteau de couronnement de Roger II, lui-même le produit de tisserands byzantins, en est un autre reflet par ses broderies qui comportent des inscriptions arabes, mais le joyau en demeure la mappemonde d'Al Idrissi, cartographe originaire de Ceuta, qui représente le monde connu de cette époque avec une précision inégalée.
Cependant, à la fin du règne de Roger II, l'équilibre entre les groupes culturels qui peuplent le royaume se détériore ; l’immigration latine, notamment lombarde, est fortement encouragée. Depuis la conquête de la Sicile par les Hauteville, les juifs et les musulmans sont par ailleurs contraints de payer un impôt de capitation, l’équivalent inversé de la jizia. Le premier signe des tensions grandissantes est le sort de l'eunuque Philippe de Mahdia, amiral tombé en disgrâce à la suite de la prise de Bône en 1153 et condamné à être brûlé vif devant le palais royal de Palerme la même année. Sous le règne des successeurs de Roger sur le trône de Sicile, la situation des musulmans de l'île se dégrade progressivement : désarmés, puis victimes de violences collectives, ils sont finalement déportés à Lucera sous le règne de Frédéric II.

### Lutte contre le Saint-Siège

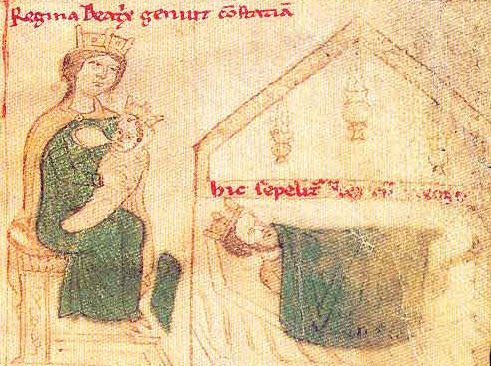
Béatrice de Rethel et sa fille Constance de Hauteville.

Depuis la mort d'Anaclet II, l'élection des prélats du royaume de Sicile demeure une pomme de discorde entre le pape et Roger II. Le royaume de Sicile comprend une quinzaine d'évêques nommés par Roger II avec l'accord d'Anaclet. Cependant, Innocent II refuse obstinément de reconnaître les actes de son prédécesseur. D'autre part, Innocent II, de retour à Rome, éprouve des difficultés à gagner les faveurs des citoyens romains. En 1143, une assemblée de citoyens s'empare du Capitole et restaure le Sénat.
La mort d'Innocent II le 24 septembre est suivie de l'élection du pape Célestin II. Le nouveau pape fait appel à l'empereur Conrad III de Hohenstaufen afin de lutter contre Roger II. Ce dernier lance par représailles ses troupes contre la ville de Bénévent et s'empare des trésors du Mont Cassin. La mort de Célestin II et l'élection d'un nouveau pape en la personne de Lucius II laisse espérer un rapprochement entre les deux parties. Roger II rencontre effectivement le pape à Ceprano mais le pontife exige la rétrocession de Capoue, ce que le Normand juge inacceptable. Une nouvelle campagne, au cours de laquelle les fils de Roger ravagent les États pontificaux, aboutit à une trêve de sept ans en octobre 1144. Selon un accord conclu en 1149, Roger II fournit au nouveau pape Eugène III des troupes et de l'argent en vue de s'emparer de Rome. Enfin, la rencontre du pape Eugène III avec le Normand en juillet 1150 à Ceprano aboutit à un accord diplomatique entièrement favorable au Saint-Siège.
Roger II meurt à Palerme le 26 février 1154,. Son quatrième fils Guillaume lui succède à la tête du royaume de Sicile.
Dans le respect de la tradition des souverains normands d'être inhumés au cœur d'une église, Roger II avait souhaité être inhumé dans un sarcophage déposé par lui dans la cathédrale de Cefalù, mais son corps est d'abord déposé à l'archevêché de Palerme, puis, avant 1172, transféré à la cathédrale de Palerme, dans un tombeau de porphyre où il demeure depuis, malgré plusieurs suppliques des chanoines de Cefalù auprès de Guillaume Ier et Guillaume II.

## Descendance
Le premier mariage de Roger II avec Elvire de Castille, fille d'Alphonse VI de Castille, vers 1118, donnera cinq fils : Roger d'Apulie, Tancrède de Bari, Alphonse de Capoue, Guillaume de Sicile, Henri de Sicile, et une fille. Elvire meurt en 1139 et Roger II se marie dix ans plus tard avec Sibylle, fille de Hugues II, duc de Bourgogne. Cette dernière meurt en 1151 et Roger se marie avec Béatrice de Rethel, fille du comte de Rethel, avec laquelle il espère avoir d'autres fils. Sa dernière femme lui donne une fille posthume, Constance de Hauteville destinée, après l'extinction de la lignée des Hauteville, à transmettre le royaume à la maison de Hohenstaufen.

## Héritage

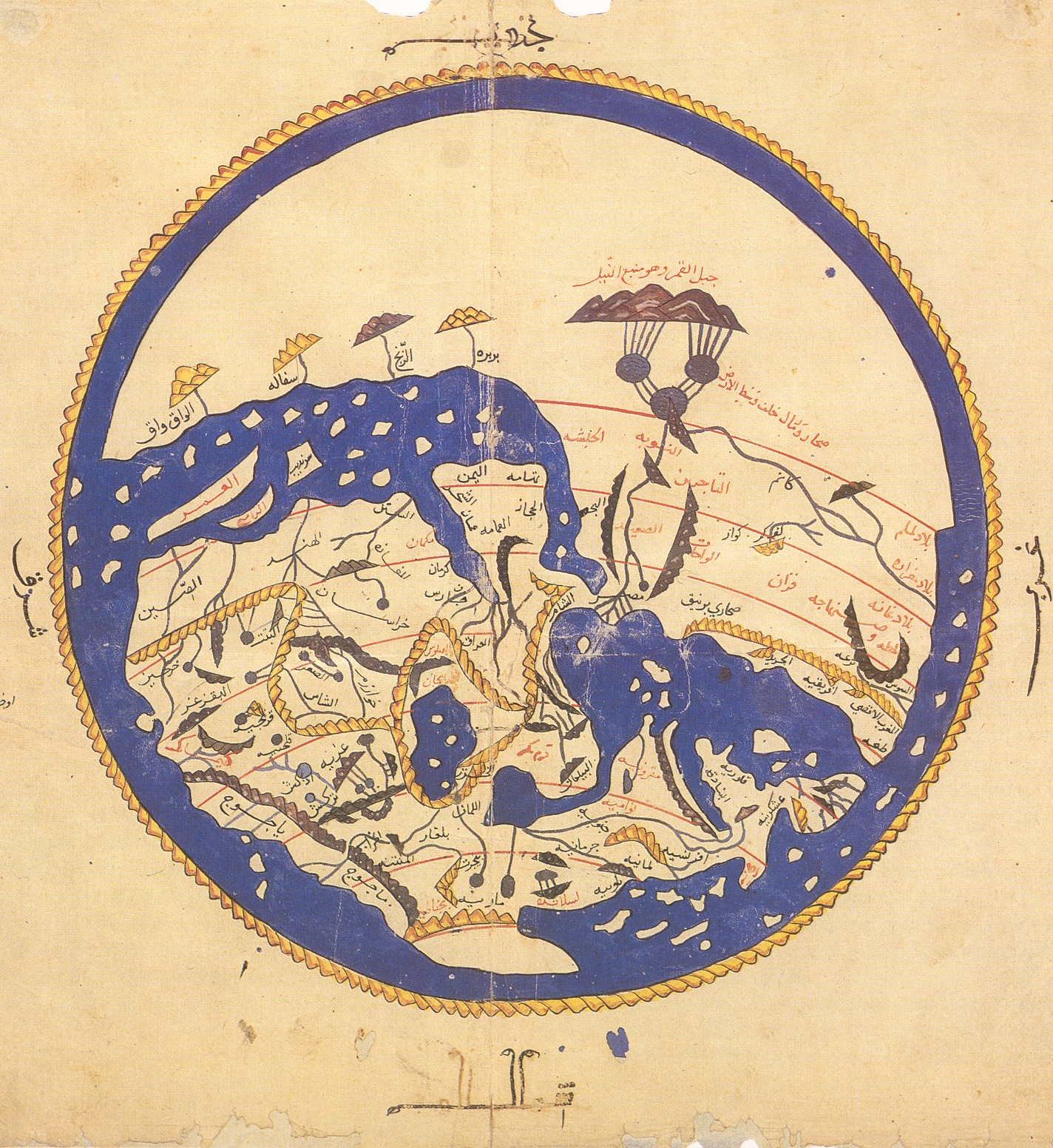
Mappemonde d'Al Idrissi (1154).

À la cour de Palerme, Roger II attire auprès de lui plusieurs personnages de grand renom, comme le cartographe arabe Al-Idrissi. Ce dernier s'installe à Palerme en 1139, et entreprend à la demande de Roger II une enquête qui durera quinze ans. Cette œuvre, le Livre de Roger (al-Kîtab al-Rudjâri) est rédigée en arabe, à la gloire du roi normand, et achevée probablement à la mi-janvier 1154,,.
Roger fait preuve d'une tolérance absolue envers les diverses croyances, races et langues de son royaume. L'architecture religieuse sous le règne de Roger II est un exemple frappant de ce remarquable métissage : église de la Vierge couronnée (1130), chapelle Palatine (1131), église de la Martorana (commanditée par Georges d'Antioche, 1140), église Saint-Jean des Ermites (1143) à Palerme, cathédrale de Cefalù (1131).

## Représentation contemporaine dans les arts et la culture
- La campagne sicilienne d'Age of Empires II : Definitive Edition s'achève sur un scénario qui retrace le règne de Roger II, comportant notamment une quête annexe faisant intervenir l'œuvre cartographique d'Al-Idrissi.